# Nazionale femminile di pallavolo della Lituania
La nazionale femminile di pallavolo della Lituania è una squadra europea composta dalle migliori giocatrici di pallavolo della Lituania ed è posta sotto l'egida della Federazione pallavolistica della Lituania.

## Risultati
La nazionale femminile di pallavolo della Lituania non ha mai partecipato ad alcuna competizione.